# Diplocephalus hungaricus
Diplocephalus hungaricus là một loài nhện trong họ Linyphiidae.
Loài này thuộc chi Diplocephalus. Diplocephalus hungaricus được Wladislaus Kulczynski miêu tả năm 1915.